# Bill Irwin (színész)
William Mills Irwin (Santa Monica, 1950. április 11. –) kétszeres  Tony-díjas amerikai színész és humorista.
Legismertebb alakítása Mr. Noodle a Szezám utca című sorozatban. A CSI: A helyszínelők című sorozatban is szerepelt.

## Fiatalkora
1950. április 11-én született Santa Monicában, Elizabeth (szül. Mills) tanárnő és Horace G. Irwin repülőmérnök gyermekeként. 1974-ben végzett az Oberlin College-ban, majd a következő évben a Ringling Brothers and Barnum & Bailey bohóciskolában. 1975-ben segített megalapítani a Pickle Family Circust San Franciscoban.

## Pályafutása
1993-ban a Great Performances című műsorban volt szertartás mester. 2008-ban a Rachel esküvője című filmben szerepelt. 2011-ben a A Gifted Man című sorozatban tűnt fel. 2013-ban a Monday Mornings című sorozat főszereplője volt. 2013 és 2022 között az Esküdt ellenségek: Különleges ügyosztály című sorozat mellékszereplője volt.

## Magánélete
Felesége Martha Roth, egy "színésznőből lett szülésznő", akit akkor ismert meg, amikor egy nyakmerevség miatt keresett orvost. Van egy örökbefogadott fiuk, Santos Patrick Morales Irwin, aki 1991. december 9-én született.

## Filmográfia

### Filmek
| Év   | Magyar cím                                 | Eredeti cím                               | Szerep             | Magyar hang                                          |
| ---- | ------------------------------------------ | ----------------------------------------- | ------------------ | ---------------------------------------------------- |
| 1980 | Popeye                                     | Popeye                                    | Ham Gravy          | Balázsi Gyula                                        |
| 1988 | Kiállítva                                  | Eight Men Out                             | Eddie Collins      | Fazekas István                                       |
| 1988 | Várom a párom                              | A New Life                                | Eric               | Csankó Zoltán                                        |
| 1990 | Az én kék egem                             | My Blue Heaven                            | Kirby              |                                                      |
| 1991 | Jelenetek egy áruházból                    | Scenes from a Mall                        | Mime               |                                                      |
| 1991 | Nagy durranás                              | Hot Shots!                                | Buzz Harley        | Jakab Csaba                                          |
| 1991 | Csupa balláb                               | Stepping Out                              | Geoffrey           |                                                      |
| 1993 | Néma nyelv                                 | Silent Tongue                             | Comic              |                                                      |
| 1993 |                                            | Manhattan by Numbers                      | Floyd              |                                                      |
| 1993 | Apáca show 2. – Újra virul a fityula       | Sister Act 2: Back in the Habit           | testvér            |                                                      |
| 1994 |                                            | Water Ride                                | férfi              |                                                      |
| 1998 |                                            | Illuminata                                | Marco              |                                                      |
| 1999 | A jegyüzér                                 | Just the Ticket                           | Ray Charles        |                                                      |
| 1999 | Szentivánéji álom                          | A Midsummer Night's Dream                 | Lavór Tamás        | Sörös Sándor                                         |
| 2000 | A Grincs                                   | How the Grinch Stole Christmas            | Lou Lou Ki         | Józsa Imre                                           |
| 2001 |                                            | Elmo's World: The Wild Wild West          | Mr. Noodle         |                                                      |
| 2002 | Minden jöhet                               | Igby Goes Down                            | Lt. Smith          | Maday Gábor (1. szinkron) Bordás János (2. szinkron) |
| 2004 |                                            | The Truth About Miranda                   | Emile              |                                                      |
| 2004 | A mandzsúriai jelölt                       | The Manchurian Candidate                  | Cserkészparancsnok |                                                      |
| 2005 |                                            | Elmo Visits the Doctor                    | Mr. Noodle         |                                                      |
| 2006 |                                            | Elmo's World: Reach for the Sky           | Mr. Noodle         |                                                      |
| 2006 | Lány a vízben                              | Lady in the Water                         | Mr. Leeds          | Rosta Sándor                                         |
| 2006 |                                            | Elmo's World: Pets!                       | Mr. Noodle         |                                                      |
| 2007 | Sötét anyag                                | Dark Matter                               | Hal Silver         | Juhász György                                        |
| 2007 |                                            | Elmo's World: What Makes You Happy?       | Mr. Noodle         |                                                      |
| 2007 | Across the Universe – Csak a szerelem kell | Across the Universe                       | Teddy bácsi        |                                                      |
| 2008 | Rachel esküvője                            | Rachel Getting Married                    | Paul Buchman       | Szombathy Gyula                                      |
| 2010 |                                            | Goldstar, Ohio                            | Jeff 'Goob' Garver |                                                      |
| 2011 | A hit arca                                 | Higher Ground                             | Bud lelkész        | Seder Gábor                                          |
| 2011 |                                            | Elmo's World: Penguins and Friends        | Mr. Noodle         |                                                      |
| 2011 |                                            | Elmo's World: People in Your Neighborhood | Mr. Noodle         |                                                      |
| 2012 |                                            | Elmo's World - Favorite Things            | Mr. Noodle         |                                                      |
| 2014 | Csillagok között                           | Interstellar                              | TARS (hangja)      | Mertz Tibor                                          |
| 2014 |                                            | Frozen on Broadway: First Look            | rendező            |                                                      |
| 2015 |                                            | Identity Theft                            | Mark               |                                                      |
| 2015 | Dübörög a szív                             | Ricki and the Flash                       | apuka              |                                                      |
| 2016 |                                            | Old Hats                                  | önmaga             |                                                      |
| 2018 |                                            | Ballet Now                                | önmaga             |                                                      |
| 2020 | Ellenállhatatlan                           | Irresistible                              | Elton Chambers     | Bartók László                                        |
| 2022 | Spoilerveszély                             | Spoiler Alert                             | Bob                |                                                      |
| 2023 | Rustin                                     | Rustin                                    | A. J. Muste        | Csuha Lajos                                          |
| 2024 |                                            | High Tide                                 | Scott              |                                                      |

### Televíziós szerepek
| Év               | Magyar cím                               | Eredeti cím                       | Szerep               | Megjegyzések                          |
| ---------------- | ---------------------------------------- | --------------------------------- | -------------------- | ------------------------------------- |
| 1982             |                                          | Saturday Night Live               | táncoló férfi        | 1 epizód                              |
| 1983             |                                          | The Regard of Flight              | előadó               | tévéfilm                              |
| 1987             | Cosby                                    | The Cosby Show                    | Eddie Bartholomew    | 1 epizód                              |
| 1990             |                                          | The Circus                        | Pierrot              | tévéfilm                              |
| 1991–1992        | Miért éppen Alaszka?                     | Northern Exposure                 | Enrico Bellati       | 2 epizód                              |
| 1992             |                                          | The Last Mile                     | Maestro              | rövidfilm                             |
| 1992–2010, 2017– | Szezám utca                              | Sesame Street                     | Mr. Noodle           | mellékszereplő                        |
| 1993             |                                          | Great Performances                | ceremóniamester      | 1 epizód                              |
| 1993             |                                          | TriBeCa                           | Gene Kelly klón      | 1 epizód                              |
| 1994             |                                          | Monte Video                       | bohóc                | 1 epizód                              |
| 1996             | Pete és kis Pete                         | The Adventures of Pete & Pete     | bróker               | 1 epizód                              |
| 1997             |                                          | Subway Stories                    | önmaga               | tévéfilm                              |
| 1998             | Űrbalekok                                | 3rd Rock from the Sun             | Pickles              | 1 epizód                              |
| 2002             | Egy gyilkosság története                 | The Laramie Project               | Harry Woods          | tévéfilm                              |
| 2006             | Esküdt ellenségek: Bűnös szándék         | Law & Order: Criminal Intent      | Nate Royce           | 1 epizód                              |
| 2008             | Esküdt ellenségek                        | Law & Order                       | Ellison Conway       | 1 epizód                              |
| 2008             |                                          | Life on Mars                      | Dr. Schwahn          | 1 epizód                              |
| 2008–2011        | CSI: A helyszínelők                      | CSI: Crime Scene Investigation    | Nate Haskell         | mellékszereplő                        |
| 2011             | A férjem védelmében                      | The Good Wife                     | Fred Medkiff         | 1 epizód                              |
| 2011             |                                          | Lights Out                        | Hal Brennan          | mellékszereplő                        |
| 2011             |                                          | A Gifted Man                      | Ron Vinetz           | 1 epizód                              |
| 2013             |                                          | Monday Mornings                   | Dr. Buck Tierney     | főszereplő                            |
| 2013–2022        | Esküdt ellenségek: Különleges ügyosztály | Law & Order: Special Victims Unit | Dr. Peter Lindstrom  | mellékszereplő                        |
| 2014             | Sherlock és Watson                       | Elementary                        | Richard Balsille     | 1 epizód                              |
| 2014             | Zsaruvér                                 | Blue Bloods                       | Cardinal Brennan     | 2 epizód                              |
| 2015             |                                          | South of Hell                     | Enos Abascal         | főszereplő                            |
| 2015–2016        | Az Álmosvölgy legendája                  | Sleepy Hollow                     | Atticus Nevins       | 4 epizód                              |
| 2016             | Bizonyosság                              | Confirmation                      | Jack Danforth        | tévéfilm magyar hangja Rába Roland    |
| 2016             | Préda                                    | Quarry                            | Harlowe              | 1 epizód                              |
| 2017             |                                          | Julie's Greenroom                 | önmaga               | 2 epizód                              |
| 2017             | Kétely                                   | Doubt                             | bíró                 | 2 epizód                              |
| 2017–2019        | Légió                                    | Legion                            | Cary Loudermilk      | főszereplő magyar hangja Rosta Sándor |
| 2018, 2022       | Rólunk szól                              | This Is Us                        | Dr. Spencer          | 2 epizód                              |
| 2020—2021        | Star Trek: Discovery                     | Star Trek: Discovery              | Su'Kal               | 4 epizód                              |
| 2021             | New Amsterdam                            | New Amsterdam                     | Calvin Bennett       | 3 epizód magyar hangja Csuha Lajos    |
| 2022             | Az aranykor                              | The Gilded Age                    | Eckhard              | 1 epizód                              |
| 2022             | A kibukott                               | The Dropout                       | Channing Robertson   | 4 epizód magyar hangja Kardos Róbert  |
| 2022             | Andy Warhol naplói                       | The Andy Warhol Diaries           | Andy Warhol (hangja) | 6 epizód                              |